# Enteschbach
Enteschbach, (en luxembourgeois : Enteschbaach ), est un lieu-dit de la commune luxembourgeoise de Bourscheid située dans le canton de Diekirch.